# Heilige Militaire Constantijnse Orde van Sint-Joris

Het kruis van de Constantijnse Orde van Sint-Joris

De Heilige Militaire Constantijnse Orde van Sint-Joris (Italiaans: L'Ordine Costantiniano di San Giorgio), kortweg Constantijnse Orde, is een zeer oude Europese ridderorde. Het motto van de Orde is In hoc signo vinces (Latijn: "In dit teken zult u overwinnen").
Sinds 1960 bestaat de orde uit twee takken, een Spaans-Napolitaanse tak en een Frans-Napolitaanse tak, met ieder een eigen grootmeester. Daarnaast bestaat sinds 1817 een afzonderlijke, min of meer gelijknamige Constantijnse Orde in het voormalige hertogdom Parma: de Sacro Angelico Imperiale Ordine Costantiniano di San Giorgio.

## De Orde in Nederland
De Nederlandse oud-minister van Buitenlandse Zaken Josef Luns was drager van het grootkruis in de Frans-Napolitaanse tak van deze Orde, evenals bisschop Joannes Gijsen, kardinaal Adrianus Simonis en mgr. Karel Kasteel. Deze tak is ook in Nederland actief met een eigen delegatie en een eigen prior in de persoon van Jan Hendriks, bisschop van Haarlem-Amsterdam. Een eerste investituur vond plaats op 13 oktober 2023, in aanwezigheid van de vertegenwoordiger van de Heilige Stoel in Nederland, apostolisch nuntius Paul Tschang In-Nam.

## Relaties met andere ridderlijke orden
Op internationaal niveau geldt de Constantijnse Orde al sinds de Middeleeuwen als een van de meest prestigieuze ridderlijke orden.
Het lidmaatschap van een ridderlijke orde is meestal een kwestie van familietraditie, sociaal-cultureel netwerk en persoonlijke spiritualiteit. Veel leden van de Constantijnse Orde, in Nederland en daarbuiten, zijn daarom tevens lid van één of meer andere katholieke ridderlijke orden, zoals de Orde van Malta en de Orde van het Heilig Graf.
De relatie met de Orde van Malta is vanouds bijzonder hecht: de Orde van Malta en het Koninkrijk der Beide Siciliën kenden tot de 19e eeuw een militair bondgenootschap en formeel was Malta een vazalstaat van het Koninkrijk. Sinds 1878 is elke grootmeester van de Orde van Malta tevens een hooggeplaatst lid van de Constantijnse Orde. Zo ontving de huidige grootmeester van de Maltese Orde, Fra' John Dunlap (sinds zijn jeugd lid van de Constantijnse Orde), op 14 september 2022 de keten van Baljuw Ridder Grootkruis van Justitie uit handen van prins Carlo di Borbone delle Due Sicilie, grootmeester van de Franse tak van de Constantijnse Orde. Een jaar later ontving Fra' Dunlap dezelfde onderscheiding uit handen van de grootmeester van de Spaanse tak, don Pedro de Borbón Dos Sicilias.
Vriendelijke relaties zijn overigens niet beperkt tot de katholieke orden: zo zendt bijvoorbeeld de protestantse Ridderlijke Duitsche Orde, Balije van Utrecht, een vertegenwoordiger naar de Nederlandse investituur van de Constantijnse Orde.
De Constantijnse Orde maakt geen deel uit van de samenwerkingsverbanden die er in Nederland bestaan tussen de adellijke ordes: de Orde van Malta, de Johannieter Orde en de Ridderlijke Duitsche Orde. De Constantijnse Orde staat, anders dan de genoemde orden hier te lande, sinds lange tijd ook open voor niet-adellijke leden, in een eigen klasse.

## Doel en organisatie
Anders dan de Orde van Malta is de Constantijnse Orde niet soeverein, maar wel autonoom, met als bijzonderheid een erfelijk grootmeesterschap. De Orde is dus, anders dan de Orde van het Heilig Graf van Jeruzalem, ook geen kerkelijke orde. De Orde wordt evenwel sinds eeuwen door het kerkelijk recht geregeerd. De banden tussen het Vaticaan en Heilige Militaire Constantijnse Orde van Sint-Joris zijn dan ook zeer innig. Gerhard Ludwig Müller, een curiekardinaal, is grootprior van de Spaans-Napolitaanse tak van de Orde en curiekardinaal Marcello Semeraro is grootprior van de Frans-Napolitaanse tak.
Doel van de Orde is volgens de statuten "de verheerlijking van het Kruis, de verbreiding van het Geloof en de verdediging van de Heilige Rooms-Apostolische Kerk.” Volgens de statuten is het daarom “niet alleen de primaire plicht van de Ridders en Dames om te leven in overeenstemming met het katholieke geloof, maar meer nog om zich te wijden aan elke activiteit of inspanning die de groei van religieuze principes onder de mensheid bevordert, en op alle mogelijke manieren samen te werken met de praktijk van de christelijke manier van leven. De Orde legt, in overeenstemming met de tijd, de nadruk op belangrijke bijdragen aan de twee grote sociale werken van ziekenhuishulp en liefdadigheidshulp aan de armen.”
Vergeleken met de Orde van Malta en de Orde van het Heilig Graf is de Orde klein en haar goede werken zijn daarom beperkter. Er is sprake van steun aan ziekenhuizen, armoedeprojecten en kerken maar veel nadruk ligt op de spiritualiteit.
De orde is altijd internationaal actief geweest. Ook in de jaren dat vooral Parmezanen en Napolitanen in de Orde werden opgenomen waren er Engelse (Jacobitische), Spaanse en Franse ridders. Over de gehele wereld verspreid zijn er anno 2025 naar schatting circa 7.500 leden, waarvan ruim 3.000 in de Spaans-Napolitaanse tak en ruim 4.500 in de Frans-Napolitaanse tak. Beide takken hebben delegaties in Europa en Noord- en Zuid-Amerika, en de Frans-Napolitaanse tak is ook in Azië actief.
De officiële evenementen van de Spaans-Napolitaanse tak vinden plaats in de Santa Croce al Flaminio in Rome en er zijn ook bijeenkomsten in Palermo, Milaan, Essonne, Londen, Luxemburg en Lissabon. De Frans-Napolitaanse tak houdt regelmatig bijeenkomsten in de kerk van San Giorgio al Velabro en de Santa Croce di Gerusalemme in Rome maar ook in Napels en andere Italiaanse steden, in Londen, Brussel, Parijs, Haarlem en andere Europese steden, alsmede in Washington in de Verenigde Staten.

## Geschiedenis[18]
Er valt over de vroegste periode van de orde niets met zekerheid te zeggen. De naam "Constantijnse" moet aanduiden dat de orde al door keizer Constantijn de Grote zou zijn ingesteld.
De eerste historisch gestaafde gegevens dateren uit de late 15e eeuw. Hoewel er een lange lijst met middeleeuwse grootmeesters uit het Huis van Angelus Flavius bestaat, is de eerste historische figuur op deze lijst de in 1479 gestorven Andrea II die postuum prins van Macedonië en hertog van Durazzo en Drivasto werd genoemd. De leden van de Albanese clan van Angelus Flavius waren guarillastrijders van Albanese adel die onder leiding van Skanderbeg tegen de Turken vochten. De paus heeft deze "Angeli Flavii" steeds krachtig gesteund. Mogelijkerwijs zag het Vaticaan in hen een instrument om de Turken in de rug, in Albanië, aan te vallen. In de pauselijke bul "Quod alias" van 7 juli 1551 werd aan de prinsen Andrea en Hieronimus Angelus door Julius III een aantal privileges verleend. De patriarch (in terris infelis) van Alexandrië werd in een pauselijk besluit van 1575 hun spirituele leidsman en beschermer. In dit besluit werd Andrea Angelus "grootmeester van de Constantijnse ridders" genoemd. In een later besluit sprak de paus van de "Gouden Ridders".
In 1573 resideerde de grootmeester in Venetië. Daar verschenen ook de eerste gedrukte statuten van de orde. In deze stukken werd niet alleen mythische Byzantijnse oprichting beschreven, de statuten zouden door keizer Isaäk II Angelos zijn vastgesteld. Bewijs daarvoor werd niet gegeven. De bul "Cum a sicut" (1585) van paus Sixtus V bevestigde het privilege van de ridders die geloften hadden afgelegd om ambten in de kerk te vervullen. De orde floreerde en twee doges van Venetië en andere edelen werden lid. De Orde verwierf ook grond in Italië. Deze grond werd in commendes door commandeurs of rentmeesters beheerd.
In 1595 erkende ook Filips II van Spanje de Orde. Hij werd daarin nagevolgd door de Duitse Rijksdag in Regensburg en de koning van Polen. De Orde breidde zich in de eerste helft van de 17e eeuw uit maar de grootmeester had financiële zorgen. In 1623 werd het grootmeesterschap zelfs verpand aan Marino Caracciolo, prins van Avellino. De Orde bloeide maar in 1680 was er nog slechts een mannelijke Angelii, in leven. Om te voorkomen dat de Orde met de grootmeester zou verdwijnen verkocht de kinderloze Gian Andreas IX Angelus Flavius het grootmeesterschap op op 27 juli 1697 aan Francesco Farnese, hertog van Parma. Gian Andreas kreeg een pensioen en een huis in Piacenza en stierf daar in 1701. In de acte van overdracht, het keizerlijke patent "Agnoscimus et notum facimus" van keizer Leopold I en de bul "Sincerae Fidei", werd vastgelegd dat het grootmeesterschap persoonlijk bezit van Francesco Farnese was en niet aan de kroon van Parma was verbonden.
De Bourbons erfden in 1731 het grootmeesterschap omdat een Bourbon, don Carlos, zoon van Filips V en de erfdochter van de Farneses, Elisabeth Farnese, de kinderloze laatste Farnese-hertog van Parma opvolgde. Via Elisabeth Farnese ging het grootmeesterschap zo over op de dynastie van de Bourbons. Toen Carlos in 1734 als Carlo III koning van Napels werd resideerde hij in Napels maar de administratie van de Orde bleef tot 1768 in Parma. In 1780 werd ook de plaatselijke bestuur van de Orde in Parma opgeheven. De Orde leek zeer Napolitaans te zijn geworden. Veel van de ridders waren Siciliaanse en Napolitaanse edelen maar de adel van Parma bleef wel in de Orde vertegenwoordigd.
In 1759 werd Carlos de Borbón y Farnese als Karel III ook koning van Spanje, en omdat de kronen van Spanje en de Beide Siciliën volgens diverse verdragen niet in één persoon verenigd mochten zijn droeg hij het grootmeesterschap van de Constantijnse Orde én de kroon van de Beide Siciliën over aan zijn derde zoon don Ferdinand, die ging regeren als Ferdinand I der Beide Siciliën. De acte spreekt over hem als de "legitieme mannelijke erfgenaam volgens het eerstgeboorterecht". Don Filips, de toenmalige regent van Parma, eiste tevergeefs dat hij grootmeester van de Constantijnse Orde zou worden.
Napels werd in 1797 door de Fransen bezet. De Bourbons weken uit naar Sicilië en regeerden daar onder bescherming van de Engelse vloot verder. Jozef Bonaparte, de oudste broer van de Franse keizer Napoleon I en door hem op de troon van Napels geplaatst, stichtte daar in 1808 een Orde van de Beide Siciliën. Deze Napoleontische Orde werd na de val van de Bonapartes in 1814 weer afgeschaft. Zijn opvolger was de Militaire Orde van Sint-Joris van de Wedervereniging.

#### Een verdeelde orde
In Parma was op 9 juli 1815, na de Vrede van Parijs, Napoleons keizerin Marie Louise aan het bewind gekomen en zij riep zichzelf op 26 februari 1816 uit tot "grootmeesteres van de Constantijnse Orde van Sint-Joris". In de ogen van de koning van Napels was dit een nieuwe orde, een orde van verdienste die met de oude Orde alleen de naam en de versierselen gemeen had. De koning van Napels deed dan ook geen afstand van zijn recht op de Constantijnse Orde. De orde gebruikte de kerk van de orde, de Santa Maria della Steccata, en de herstelde commenden in Parma. Ook Karel Lodewijk van Bourbon 1847-1849, de opvolger van de zonder wettige erfgenamen gestorven Marie Louise en zijn opvolgers, Karel II (1849-1854), Karel III (1854-1860) én de in 1907 gestorven Robert I, kortom alle hertogen van Bourbon-Parma hebben de orde verleend. Na de dood van zijn vader accepteerde Robert II van Bourbon-Parma, die in ballingschap leefde, overigens wel een benoeming in de Constantijnse Orde van zijn verre Napolitaanse verwant. Op de actuele website van het Huis Parma heet de Parmezaanse orde als vanouds "Sacro Angelico Imperiale Ordine Costantiniano di San Giorgio". Grootmeester van de Parmezaanse orde is sinds 18 augustus 2010 Carlos de Bourbon de Parme, de huidige hertog van Parma. De hertog en diverse van zijn gezinsleden zijn overigens ook opgenomen in de Frans-Napolitaanse tak van de Constantijnse Orde, waarmee nauwe banden worden onderhouden.
Sinds 1960 zijn er binnen de Constantijnse Orde zelf twee grootmeesters en twee obediënties actief; in Spanje onder Don Pedro de Borbón y Borbón, Hertog van Noto (Spaans-Napolitaanse tak), en in Italië onder Carlo van Bourbon-Sicilië, Hertog van Castro (Frans-Napolitaanse tak). Er is sedertdien veel discussie over wie het rechtmatige hoofd van het huis Bourbon-Twee Siciliën is, al is het eigendom van de orde, een waardigheid die verkocht, overgedragen en geërfd kan worden, daaraan niet strikt verbonden.
Men strijdt over de vraag of Karel Maria van Bourbon-Sicilië (1870-1949), kleinzoon van de laatste koning van Napels en Sicilië en jongere broer van de aangewezen erfgenaam van de troon, Ferdinand van Bourbon-Sicilië (1869-1960), in 1900 in de zogenaamde Akte van Cannes onvoorwaardelijk heeft afgezien van zijn rechten op de troon. Ferdinand stierf in 1960 zonder mannelijke erfgenamen, en een andere regeling voor de erfopvolging was er niet. De afstammelingen van Karel Maria betogen sindsdien dat de afstand van de rechten op Napels alleen geldt als zij op hun beurt de Spaanse troon zouden erven, en baseren hun claim op het eerstgeboorterecht. In bredere kring worden echter de aanspraken ondersteund van de derde broer Reinier van Bourbon-Sicilië (1883-1973) en diens nakomelingen waaronder de huidige Hertog van Castro.
Een afzonderlijk dispuut binnen de familie betreft dan nog het grootmeesterschap van de Constantijnse Orde. Het bezit van de Constantijnse Orde werd niet genoemd in de Akte van Cannes. De actuele situatie valt enigszins te vergelijken met die bij de Orde van het Gulden Vlies, waarvan ten gevolge van een familiedispuut sinds 1700 ook twee Habsburgse takken bestaan: een Spaanse en een Oostenrijkse.

## Graden en versierselen[23][24]

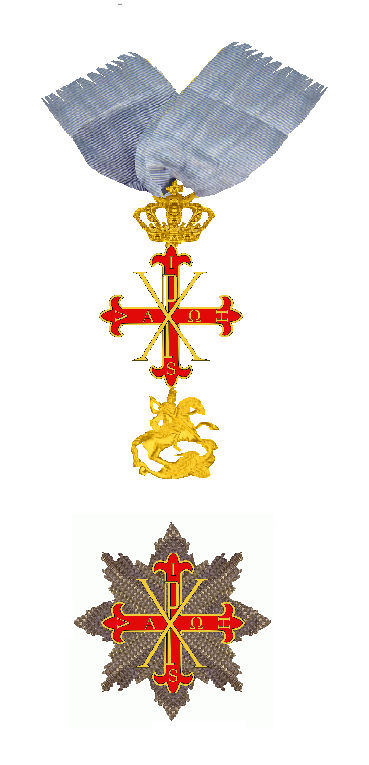
Grootkruis en ster van de Constantijnse Orde van Sint-Joris
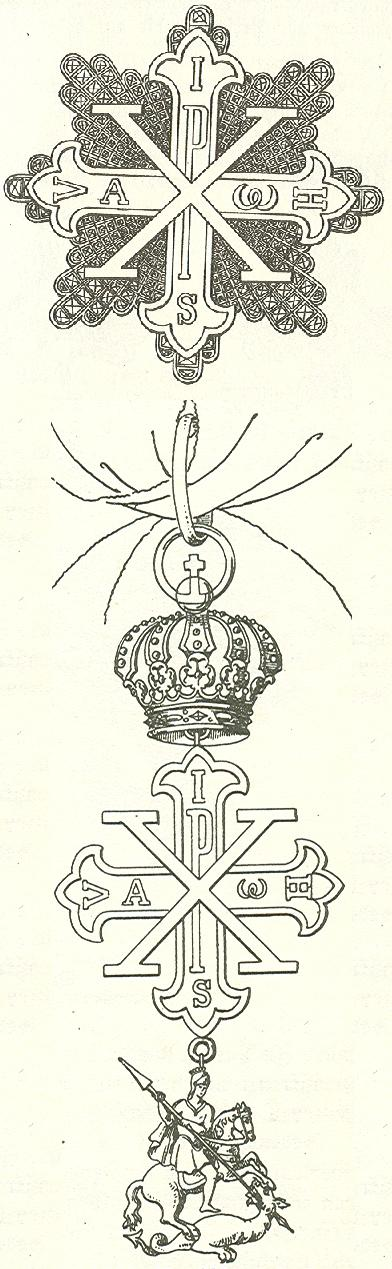
Juweel en ster van de Constantijnse Orde. Deze versierselen zijn bij beide takken van de Orde vrijwel identiek
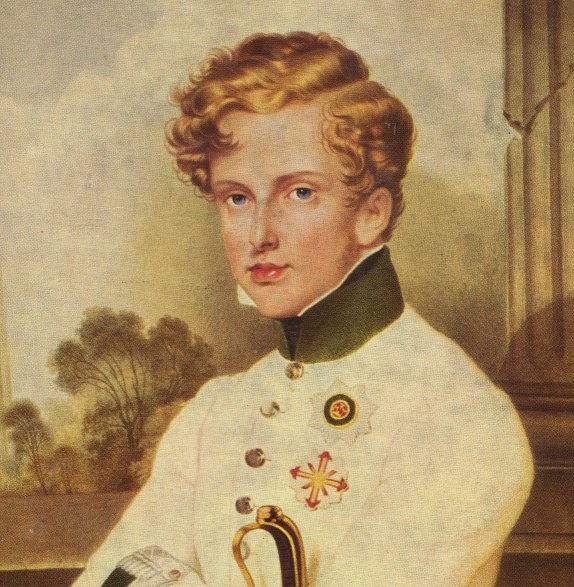
Napoleon II draagt in dit portret de ster van de Constantijnse Orde

- De grootmeester

Op de mantel van de grootmeester is het kruis van de Orde omringd door een keten met de afbeelding van Sint-Joris. De mantels van de andere graden verschillen; de hogere rangen hebben fraai geborduurde kruisen, de lagere rangen dragen eenvoudiger kruisen.
- De "Koninklijke Deputatie" of Raad van de Orde

Deze Raad staat de grootmeester bij in het besturen van de Orde. Ieder lid dient zo lang als de grootmeester hem of haar in de Raad beroept. De benoeming vervalt bij de dood van de grootmeester. De hoge dignitarissen van de Orde, grootprefect, grootkanselier, plaatsvervangend grootkanselier, president van de Raad, grootprior en plaatsvervangend grootprior, grootinquisiteur, grootschatbewaarder en secretaris zijn lid. Daarnaast zijn er 27 andere officieren en raadsleden.
De Orde is ingedeeld in ridders in vier klassen, ieder van deze klassen bestaat uit meerdere graden en sinds 1908 kunnen dames in alle rangen en graden behalve die van baljuw worden benoemd. De Orde kent maximaal 150 mannelijke en 75 vrouwelijke grootkruisen.
- De rechtsridders, overeenkomend met de graad van ridder van Justitie in de Orde van Malta . Deze ridders dragen een kruis met daarboven een dubbele verhoging in de vorm van een gouden koningskroon en een trofee. De rechtsridders dragen een gouden ster met daarop het kruis van de Orde op de linkerborst.
- Baljuws-grootkruis met de Keten.

Zij dragen een keten met daaraan de figuur van Sint-Joris en de draak. Daarnaast dragen zij een juweel bestaande uit trofee, kroon, kruis en Sint-Joris aan een breed hemelblauw lint over de rechterschouder. Kardinalen en andere koninklijke prinsen worden altijd in deze rang en graad benoemd. Er mogen nooit meer dan vijftig baljuws zijn. Dit aantal herinnert de Orde aan het aantal ridders in de vaandelwacht van Constantijn de Grote.
- Baljuws-grootkruis (Italiaans:"Bali Cavalieri di Gran Croce di Giustizia")

Zij dragen een juweel bestaande uit trofee, kroon, kruis en Sint-Joris aan een breed hemelblauw lint over de rechterschouder. dragen een gouden ster met daarop het kruis van de Orde op de linkerborst
- Rechtsridders-grootkruis (Italiaans:"Cavalieri e Dame di Gran Croce di Giustizia")

Zij dragen een juweel bestaande uit trofee, kroon, kruis aan een breed hemelblauw lint over de rechterschouder. Sint-Joris ontbreekt; zij dragen een gouden ster met daarop het kruis van de Orde op de linkerborst
- Rechtsridder en commandeur

De ridders dragen een juweel bestaande uit trofee, kroon en kruis aan een hemelsblauw lint om de hals. Daarnaast dragen zij een gouden ster met daarop het kruis van de Orde op de linkerborst.
- Dame van Justitie en commandeur

Deze dames dragen een juweel bestaande uit trofee, kroon en kruis aan een hemelsblauw lint in een strik en een gouden ster met daarop het kruis van de Orde op de linkerborst. De ster van dames is iets kleiner dan die van de heren.
- Rechtsridder

Deze ridders dragen een juweel bestaande uit trofee, kroon en kruis aan een hemelsblauw lint om de hals en dragen een gouden ster met daarop het kruis van de Orde op de linkerborst.
- Dame van Justitie

Deze dames dragen een juweel bestaande uit trofee, kroon en kruis aan een hemelsblauw lint in een strik en een gouden ster met daarop het kruis van de Orde op de linkerborst.
De ridders Jure Sanguinis (voorheen ridders van Gratie, in een van de afdelingen van de Orde, die van Castro, worden zij ook nu nog zo genoemd). De rang komt overeen met die van de ridder van Gratie en Devotie in de Orde van Malta. Kenmerkend voor de versierselen is dat de trofee boven de kroon en het kruis van de Orde ontbreekt. De grootmeester kan als bijzonder blijk van zijn waardering ook aan deze ridders een gouden ster van de Orde toekennen, volgens het statuut is de ster van zilver.
- Ridders-Grootkruis Jure Sanguinis Italiaans:"Cavalieri e Dame di Gran Croce Jure Sanguinis")

Zij dragen een juweel bestaande uit kroon en kruis aan een breed hemelblauw lint over de rechterschouder. Sint-Joris ontbreekt. De s-Grootkruis dragen een zilveren ster met daarop het kruis van de Orde op de linkerborst.
- Ridder Jure Sanguinis en commandeur

De ridders dragen een juweel bestaande uit kroon en kruis aan een hemelsblauw lint om de hals. Daarnaast dragen zij een zilveren ster met daarop het kruis van de Orde op de linkerborst.
- Dame Jure Sanguinis en commandeur

Deze dames dragen een juweel bestaande uit kroon en kruis aan een hemelsblauw lint in een strik en een zilveren ster met daarop het kruis van de Orde op de linkerborst. De ster van dames is iets kleiner dan die van de heren.
- Ridder Jure Sanguinis

Deze ridders dragen een juweel bestaande uit kroon en kruis aan een hemelsblauw lint om de hals en dragen een zilveren ster met daarop het kruis van de Orde op de linkerborst.
- Dame Jure Sanguinis

Deze dames dragen een juweel bestaande uit kroon en kruis aan een hemelsblauw lint in een strik en een zilveren ster met daarop het kruis van de Orde op de linkerborst.
De ridders van Verdienste. De rang komt overeen met die van de ridder van Magistrale Gratie in de Orde van Malta. Kenmerkend voor de versierselen is dat de kroon boven het kruis van de Orde ontbreekt. De grootmeester kan als bijzonder blijk van zijn waardering ook aan deze ridders een gouden ster van de Orde toekennen, volgens het statuut is de ster van zilver.
- Ridders-Grootkruis van Verdienste Italiaans:"Cavalieri e Dame di Gran Croce di Merito")

Zij dragen een kruis aan een breed hemelblauw lint over de rechterschouder. Sint-Joris ontbreekt. De ridders-grootkruis dragen een zilveren ster met daarop het kruis van de Orde op de linkerborst
- Ridder van Verdienste en commandeur

De ridders dragen een kruis aan een hemelsblauw lint om de hals. Daarnaast dragen zij een zilveren ster met daarop het kruis van de Orde op de linkerborst.
- Dame van Verdienste en commandeur

Deze dames dragen een kruis aan een hemelsblauw lint in een strik en een zilveren ster met daarop het kruis van de Orde op de linkerborst. De ster van dames is iets kleiner dan die van de heren.
- Ridder van Verdienste en officier

Deze ridders dragen een gouden medaille met daarop het kruis van de Orde op de linkerborst.
- Ridder van Verdienste

Deze ridders dragen een zilveren medaille met daarop het kruis van de Orde op de linkerborst.
- Dame van Verdienste

Deze dames dragen een kruis aan een hemelsblauw lint in een strik en een zilveren ster met daarop het kruis van de Orde op de linkerborst.
De vierde categorie; ridders "of office" (Italiaans: "Cavalieri e Dame di Ufficio (Croce al Merito)") draagt een klein ordekruis aan een driehoekig lint op de linkerborst.De Grootmeester kan als bijzonder blijk van zijn waardering ook aan deze ridders een gouden ster van de Orde toekennen.
Priesters, "Cappelani" van de Orde dragen hun ordeteken om de beide schouders voor de borst en niet om de hals. Zij dragen een apart vormgegeven ster en laten, ook als zij Ridders" van justitie" zijn de trofee boven hun kruis weg.

## Het Constantijnse Erekruis[bron?]
De Grootmeester verleent aan vooraanstaande niet-katholieke christenen het "Constantijnse Erekruis". De hiermee onderscheiden personen worden daardoor geen lid van de Orde.

## Voormalige rangen van de Orde
De Orde bestond in 1855 uit grootkruisen en ridders in vijf graden.
- Grootkruisen moeten van oude adel zijn en dragen het afgebeelde kleinood aan een hemelsblauw lint over de rechterschouder en de ster van de Orde. Zij dragen bij bijzondere gelegenheden het juweel van Sint Joris en de draak aan een gouden keten
- Rechtsridders
- Donaten-ridder
- Ereridder
- Ridder-kapelaan
- Schildridder (Cavalieri Scudieri)

## Deheraldiekvan de Heilige Militaire Constantijnse Orde van Sint-Joris
De ridders voren een kruis van de orde, aan lint of keten, in hun wapen. De priesters mogen dat niet doen, volgens de regels van de kerkelijke heraldiek mogen zij alléén de Orde van Malta en de Orde van het Heilig Graf in hun wapen opnemen omdat die direct of indirect onder pauselijk gezag vallen.

## Het aanzien van de Heilige Militaire Constantijnse Orde van Sint-Joris[22]
De stichting van de Orde door keizer Constantijn is een legende. Maar de Orde staat sinds zijn laatmiddeleeuwse ontstaan in hoog aanzien. In 1545 erkende Paus Paulus III de Angeli familie als rechtmatige opvolgers van de Byzantijnse keizers. In 1699 bevestigden zowel Keizer Leopold I als Paus Innocentius XII de overdracht van het grootmeesterschap aan de familie Farnese. Bij die gelegenheid werd ook het religieuze karakter van de Orde door de paus erkend. Begin 18e eeuw vocht de Orde onder Prins Eugenius van Savoye in Griekenland tegen de Ottomanen. Dat leidde in 1718 tot de erkenning van het militaire karakter van de Orde door Paus Clemens XI in zijn bul Militantis Ecclesiae. De status van de eeuwenoude Orde wordt weerspiegeld door het grote aantal rooms-katholieke edelen, prominenten en kerkelijke hoogwaardigheidsbekleders dat lid was en is.